# Guevara
Guevara (en euskera y oficialmente Gebara) es un concejo del municipio de Barrundia, en la provincia de Álava en el País Vasco en España. 

## Toponimia
La población es citada con diferentes denominaciones en la documentación antigua: Gueuara (1228,1257), Guevara (1295, 1305, 1332, 1390,1419), Guebara (1456, 1497-1519). Se cita como posible origen de la denominación del concejo los topónimos Gébαλα y Gαbáλαικa, nombres de sendas ciudades várdulas mencionadas por Tolomeo.

## Geografía física
Concejo a 551 m de altitud ubicado a unos 15 km de Vitoria, al pie del monte de su nombre y en la margen derecha del río Zadorra.  

### Ubicación
| Noroeste: Garayo   | Norte: Ozaeta           | Nordeste: Hermua  |
| Oeste: Maturana    |                         | Este: Etura       |
| Suroeste: Mendíjur | Sur: Echávarri-Urtupiña | Sureste: Audicana |

## Historia

### Antigüedad
Existe la creencia bastante extendida de que la actual Guevara se asienta sobre la antigua ciudad de Gebala, de la tribu de los várdulos, que es mencionada por el geógrafo griego Claudio Ptolomeo en el siglo ii. Esta creencia se basa en la evidente similitud de ambos nombres y en que el territorio várdulo se extendía seguramente por la Llanada Alavesa. No hay, sin embargo, pruebas arqueológicas que puedan confirmar esta teoría.

### Fundación
No existe documento alguno donde conste cuándo se fundó la villa de Guevara, que aparece en la Edad Media, pero cabe pensar que su antigüedad se remonta al menos al siglo xi. A finales del siglo xii, parece que se asienta, en tierras de Guevara, la familia de los Vela-Ladrón, una familia de magnates navarros que habían tenido varios señores de Álava, Guipúzcoa y Vizcaya entre sus filas. Estos asientan su casa solar en Guevara y comienzan a utilizar ese apellido tras la conquista de Álava por parte de Castilla en 1200. El linaje de los Guevara fue la cabeza del bando de los gamboínos en las guerras de bandos que asolaron el País Vasco en los siglos xiv y xv.
Al disolverse la Cofradía de Arriaga y pasar Álava al dominio realengo del rey Alfonso XI en 1332, se formó expresamente un capítulo de exención en favor de la villa de Guevara. El texto dice de la siguiente manera 

Otrosí nos pidiéron por merced que les otorgásemos que la aldea de Guevara onde D. Beltran lleva la voz, que sea excusada de pecho y de semoyo y de buey de marzo, segun que fue puesto y otorgado por la Junta en otro tiempo. Tenémoslo por bien, por le facer merced, y otorgamos que la dicha aldea sea quita de pecho, segun dicho es, pero que retenemos para nos el señorío real y la justicia, [...].

### Judería
Tuvo Guevara una judería que aparece citada en el año 1485, en el que los judíos de Guevara pecharon con la aljama de Vitoria para la guerra de Granada. 

### Castillo de Guevara
El castillo de Guevara, que era una fortificación antigua, fue restablecido con 5 piezas de artillería el año 1837, durante la primera guerra carlista. Fue almacén general de Álava y archivo para los carlistas, con una guarnición de tres compañías. Delante de sus muros, riñó el célebre guerrillero liberal, general Martín Zurbano, constantes y sangrientos combates. El palacio señorial fue quemado en 1839, y el castillo fue volado después de la terminación de la guerra, donde aún resistieron los carlistas durante cuarenta días.

### Hermandad de Guevara
La Hermandad de Guevara estaba compuesta además de por la villa homónima, que era su cabecera, por los lugares de Elguea, Etura y Urízar. Se gobernaba la villa y sus tres aldeas por un alcalde ordinario, su teniente —nombrados por un período de tres años por el conde de Oñate—, dos regidores en cada pueblo y un procurador general que elegían ellos mismos en la casa palacio del conde, pero sin su intervención. El conde nombraba también a un alcalde mayor, el cual actuaba en las causas en caso de apelación.

### Municipio
Con la reforma municipal del siglo xix la Hermandad de Guevara se convirtió en municipio. Hacia mediados del siglo XIX, el municipio incorporaba en su término los lugares de Elguea, Etura y Urízar. Aparece descrito en el noveno volumen del Diccionario geográfico-estadístico-histórico de España y sus posesiones de Ultramar de Pascual Madoz con las siguientes palabras:

GUEVARA: v. en la prov. de Alava (á Vitoria 2 1/2 leg.), part. jud. de Salvatierra (2), aud. terr. de Burgos (20), c. g. de las Provincias Vascongadas, dióc. de Calahorra (14). forma ayunt. con Elguea, Etura y Urizar. sit. en la hondonada al Mediodia del famoso cast. construido á mediados del siglo XV á imitacion del de San Angelo de Roma, y derruido en 1839, y á la der. del r. Zadorra; clima frio, combatido por el viento N. Tiene en la actualidad 12 casas solamente, pues el 19 de setiembre de 1838 quemó Zurbano 13 edificios, habiendo sido tambien al siguiente año abrasado el palacio ó ant. casa fuerte de los marqueses de Guevara, sit. al N. de la v.; hay escuela á que asisten de 8 á 10 alumnos de ambos sexos, cuyo maestro desempeña á la vez el cargo de sacristan, percibe de dotacion 20 fan. de trigo. La igl. parr. dedicada á la Asuncion de Ntra. Sra. y cuyo retablo y archivo fueron reducidos á cenizas el espresado dia 19, se halla servida por un beneficiado perpétuo con título de cura de nombramiento del diocesano: el cementerio próximo á la igl., es capaz y bien construido: cerca de la pobl. hay una fuente de aguas cristalinas y saludables. El térm. confina N. Ozaeta; E. Etura; S. Echavarri de Urtupiña, y O. Maturana; siendo su estension de 3/4 leg. de N. á S., é igual dist. de E. á O. Dentro de esta circunferencia hay dos montes, uno de ellos poblado de robles y otro con igual arbolado y encinas. El terreno es de buena calidad y fértil, le cruza de E. á O. el espresado r. Los caminos son locales y buenos en su mayor parte. El correo se recibe en Vitoria á donde acude cada interesado. prod.: trigo, maiz, cebada, avena, habas, garbanzos, alubias, lentejas, patatas y varios mistos para el ganado: cria ganado vacuno, caballar, lanar y de cerda: caza de perdices, liebres y codornices; pesca anguilas y barbos. pobl.: 12 vec., 50 alm. contr. y riqueza. (V. Salvatierra, part. jud.) Fué cuna de la casa de los Ladrones de Guevara, incorporada hoy en la de los condes de Oñate, cuyos primogénitos son marqueses natos de Guevara. Suena esta pobl. en la última guerra civil siendo particularmente notable la toma de su castillo por el general Córdoba en 1835, donde se habian refugiado las tropas carlistas á que acosaba.
(Madoz, 1847, p. 75)

Hacia 1885, el municipio de Guevara quedó integrado en el de Barrundia, al que pertenecen sus pueblos desde entonces.
En 2022, tenía empadronados 70 habitantes.

## Demografía
| Gráfica de evolución demográfica de Guevara entre 1842 y 1877 |
| |
| Población de derecho según los censos de población del INE Población de hecho según los censos de población del INEEntre el censo de 1887 y el anterior, este municipio desaparece porque se integra en el municipio 01013 (Barrundia) |

| Gráfica de evolución demográfica de Guevara entre 2000 y 2017 |
|                                                               |
| Población de derecho según los censos de población del INE.   |

## Cultura

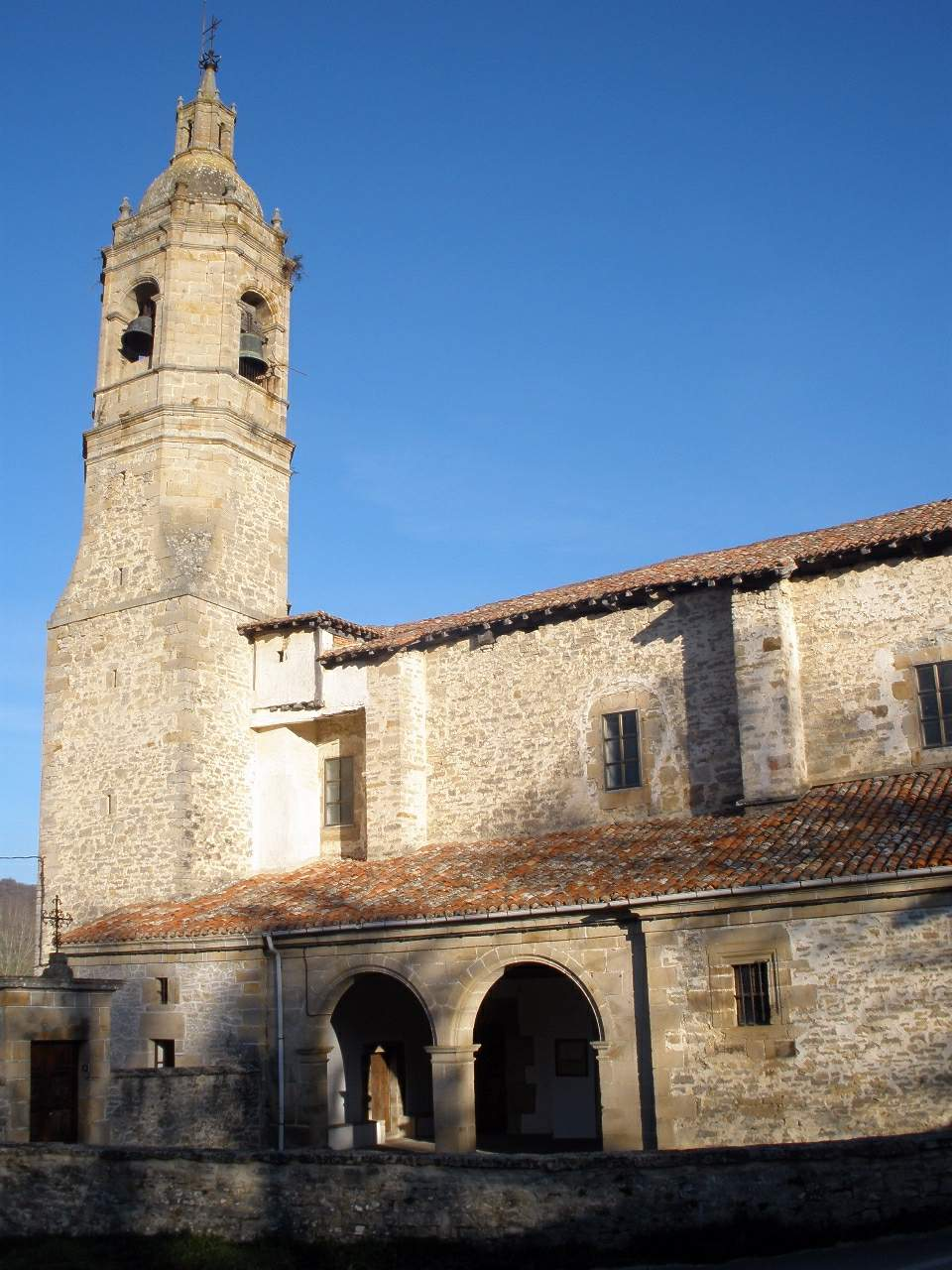
Iglesia de la Asunción de Nuestra Señora

### Patrimonio material
Entre sus monumentos se encuentran:

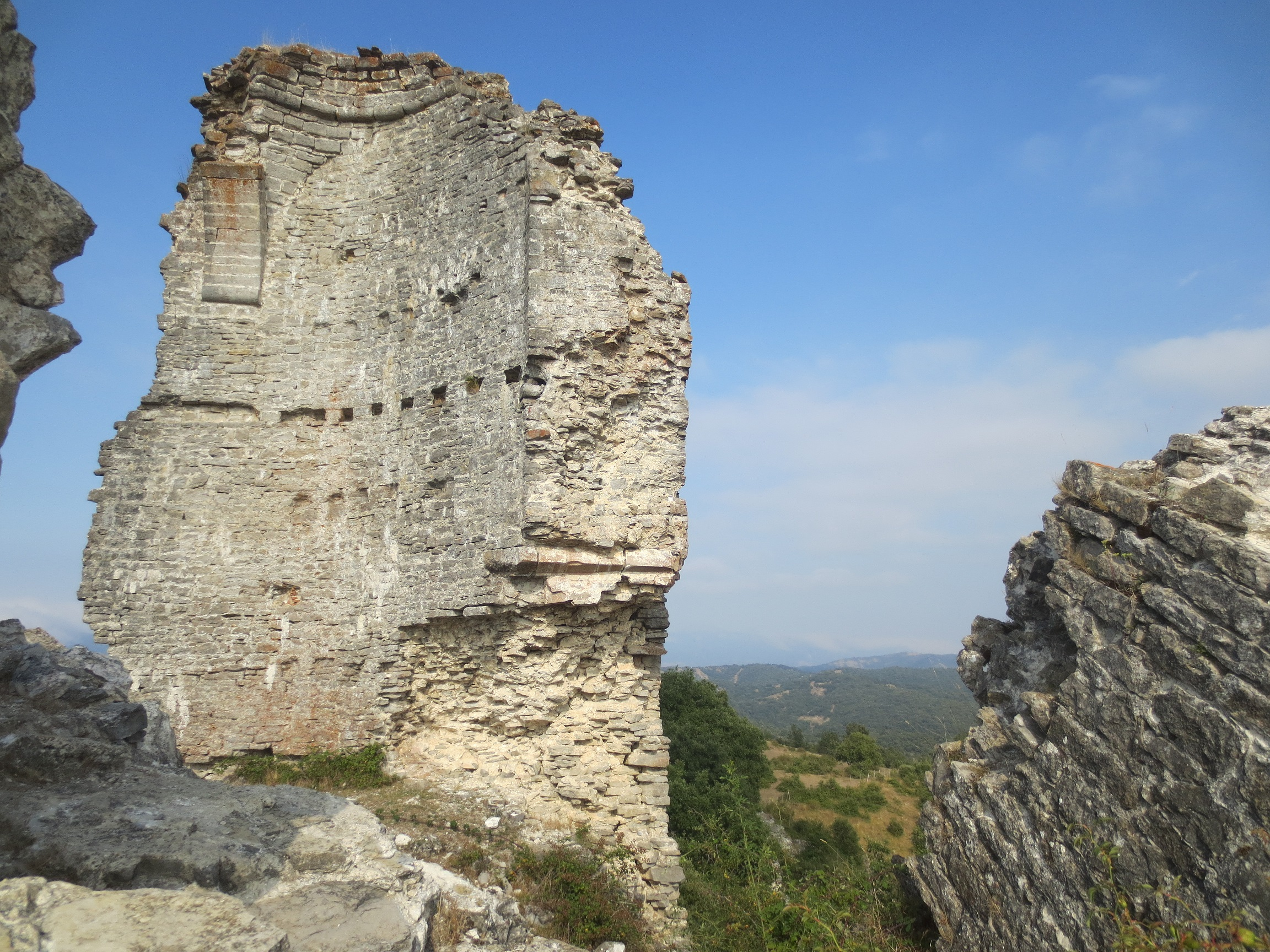
Castillo de Gebara/Guevara

- Castillo de Guevara. Sus ruinas se encuentran a una distancia aproximada de un kilómetro desde el núcleo de la población. La fortaleza, construida por Iñigo de Guevara en 1481, tenía funciones defensivas y de control del territorio: su situación estratégica permitía dominar visualmente la Llanada Oriental Alavesa, Barrundia y los pasos hacia Oñate, Valle de Oria, Léniz y Vizcaya.[12]

- Lo que queda de la Torre-Palacio de Guevara (una de las torres y algunos muros) se sitúa a unos 300 metros al norte del pueblo, en la falda meridional de la colina donde se asienta el castillo.[13]
- La iglesia de la Asunción de Nuestra Señora: La construcción original dataría de finales del siglo XV. Fue muy afectada, especialmente su archivo y el retablo mayor, por un incendio que tuvo lugar en 1838. La torre fue construida entre 1771 y 1780 por el renombrado constructor de campanarios guipuzcoano Juan de Echevarría.[14][15]
- Lavadero de Santa Catalina.[16]

### Patrimonio inmaterial

#### Festividades
Las fiestas están dedicadas a Nuestra Señora de la Asunción y se celebran el 15 de agosto.